# Muhabbetiella obliquus
Muhabbetiella obliquus är en tvåvingeart som först beskrevs av Friedrich Georg Hendel 1914.  Muhabbetiella obliquus ingår i släktet Muhabbetiella och familjen borrflugor. Inga underarter finns listade i Catalogue of Life.